# 31 d'Àries
31 d'Àries (31 Arietis) és una estrella de la constel·lació d'Àries. Té una magnitud aparent de +5,64.